# دانشگاه روتلینگن
دانشگاه روتلینگن (به آلمانی Hochschule Reutlingen؛ سابقاً FHTW Reutlingen) یک دانشگاه علوم کاربردی است که در زمینه آموزش و پژوهش فعالیت دارد. این مؤسسه در روتلینگن در ایالت بادن-وورتمبرگ در جنوب آلمان واقع شده‌است.
در سال ۱۸۵۵ توسط پادشاهی وورتمبرگ، در شهر روتلینگن که دارای صنایع نساجی بود یک مدرسه بافندگی تأسیس شد. این مدرسه در سال ۱۸۹۱ تغییر نام داد و به کالج سلطنتی فناوری برای صنعت نساجی تبدیل شد. در سال ۱۹۱۸ نام این کالج به کالج دولتی فناوری تغییر پیدا کرد.